# Alfredo Navarrete
Alfredo Navarrete Guevara (31 de marzo de 1955) es un exfutbolista mexicano que se desempeñaba como centrocampista. Jugó con el Atlético Español y finalizó su carrera con Monarcas Morelia en 1983.

## Selección nacional
Estuvo en la convocatoria de la selección amateur de México en los Juegos Olímpicos de Montreal 1976, donde actuó en un partido.

### Participaciones en Juegos Olímpicos
| Torneo                   | Sede     | Resultado    |
| ------------------------ | -------- | ------------ |
| Juegos Olímpicos de 1976 | Montreal | Primera fase |

## Palmarés

### Títulos internacionales
| Título                        | Equipo         | País   | Año  |
| ----------------------------- | -------------- | ------ | ---- |
| Torneo Juvenil de la Concacaf | México sub-20  | México | 1973 |
| Juegos Panamericanos          | México amateur | México | 1975 |
| Preolímpico de Concacaf       | México amateur | Varias | 1976 |